# Castelletto d'Orba
Castelletto d'Orba és un municipi situat al territori de la província d'Alessandria, a la regió del Piemont, (Itàlia).
Limita amb els municipis de Capriata d'Orba, Lerma, Montaldeo, San Cristoforo i Silvano d'Orba.
Pertanyen al municipi les frazioni de Bozzolina, Campo della lepre, Cazzuli, Crebini, Gallaretta, Passaronda, Ravino i Villaggio dell'olmo.

## Galeria fotogràfica

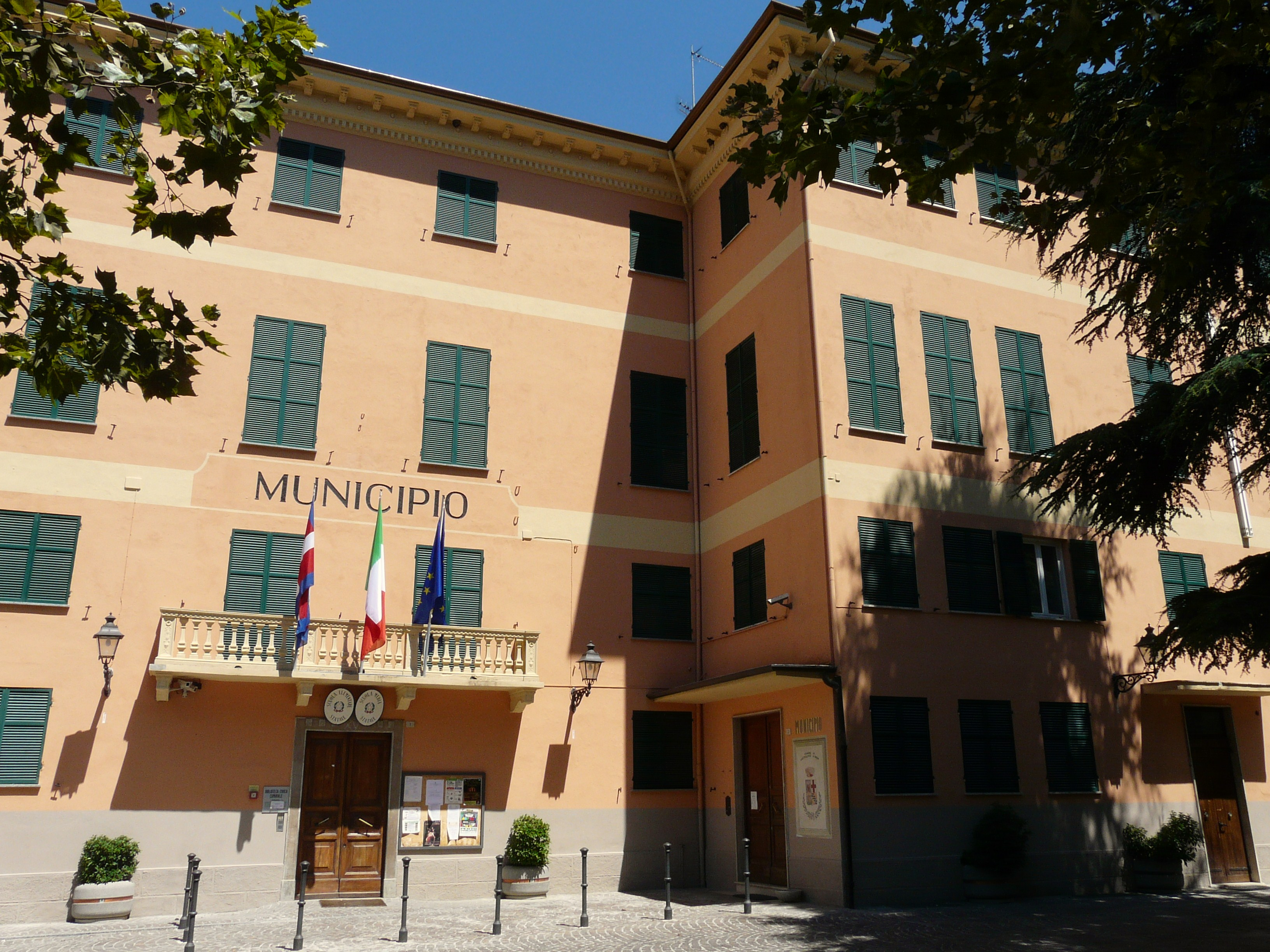
Ajuntament
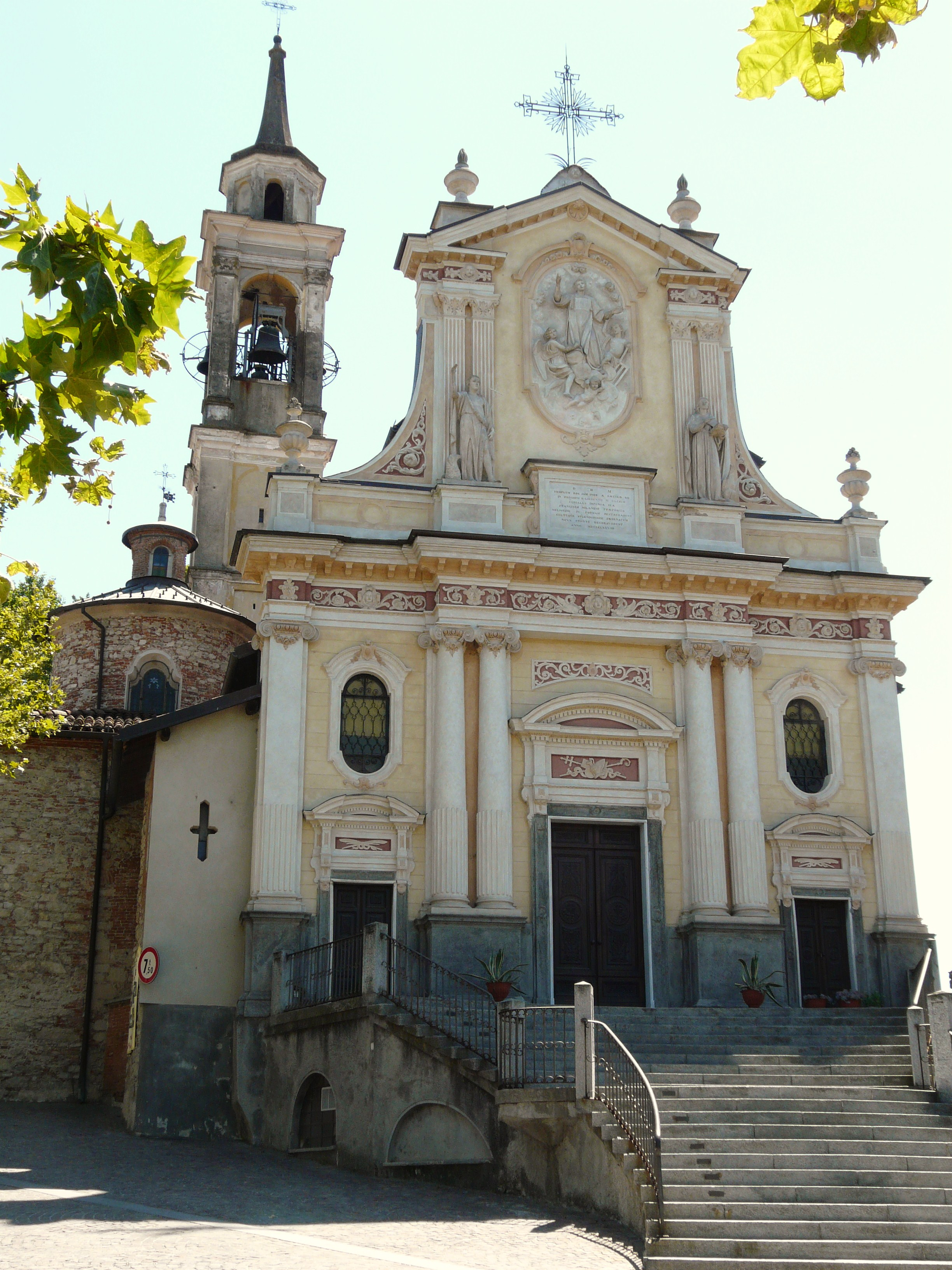
Església de S. Llorenç
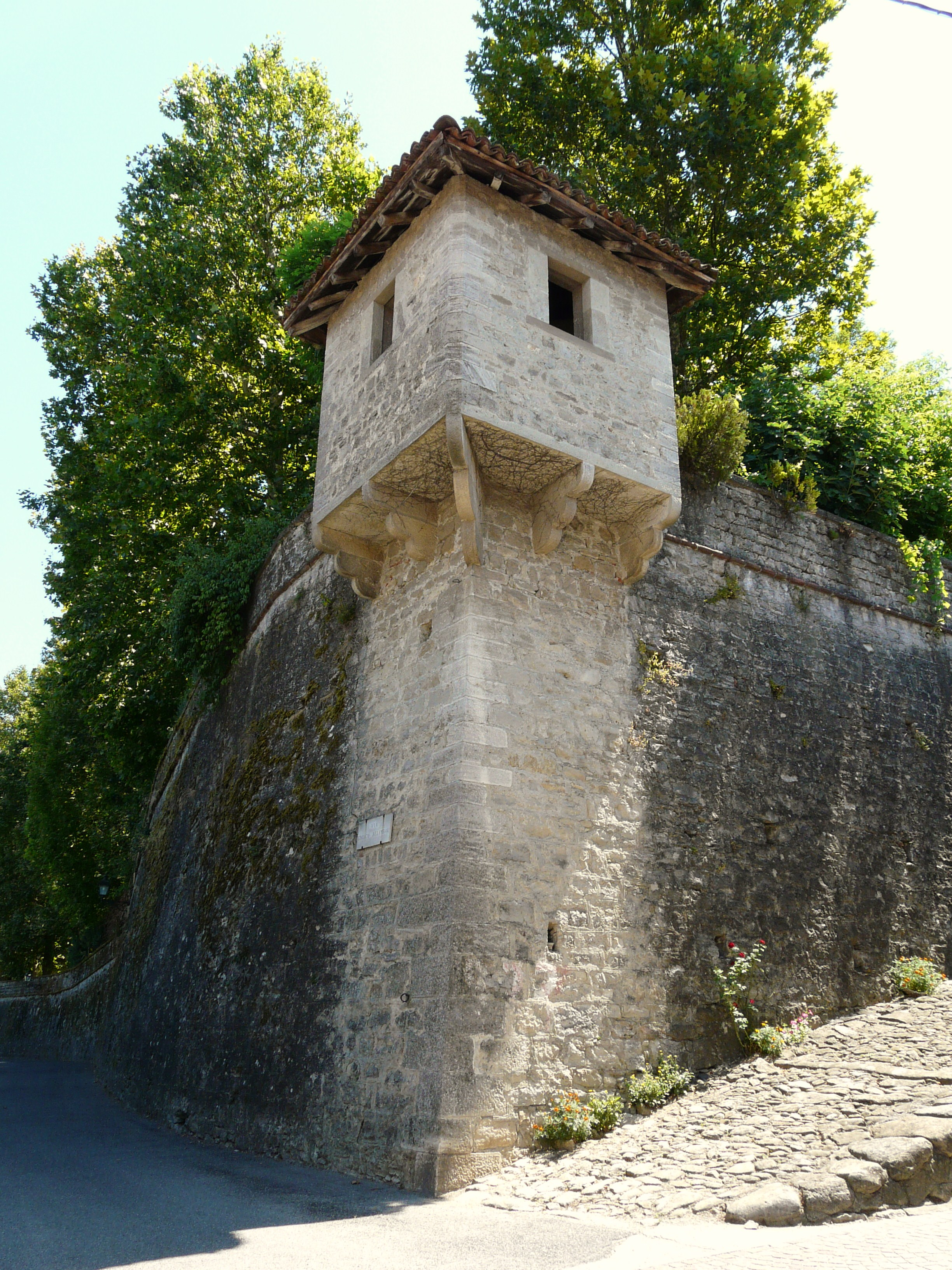
Torre del castell
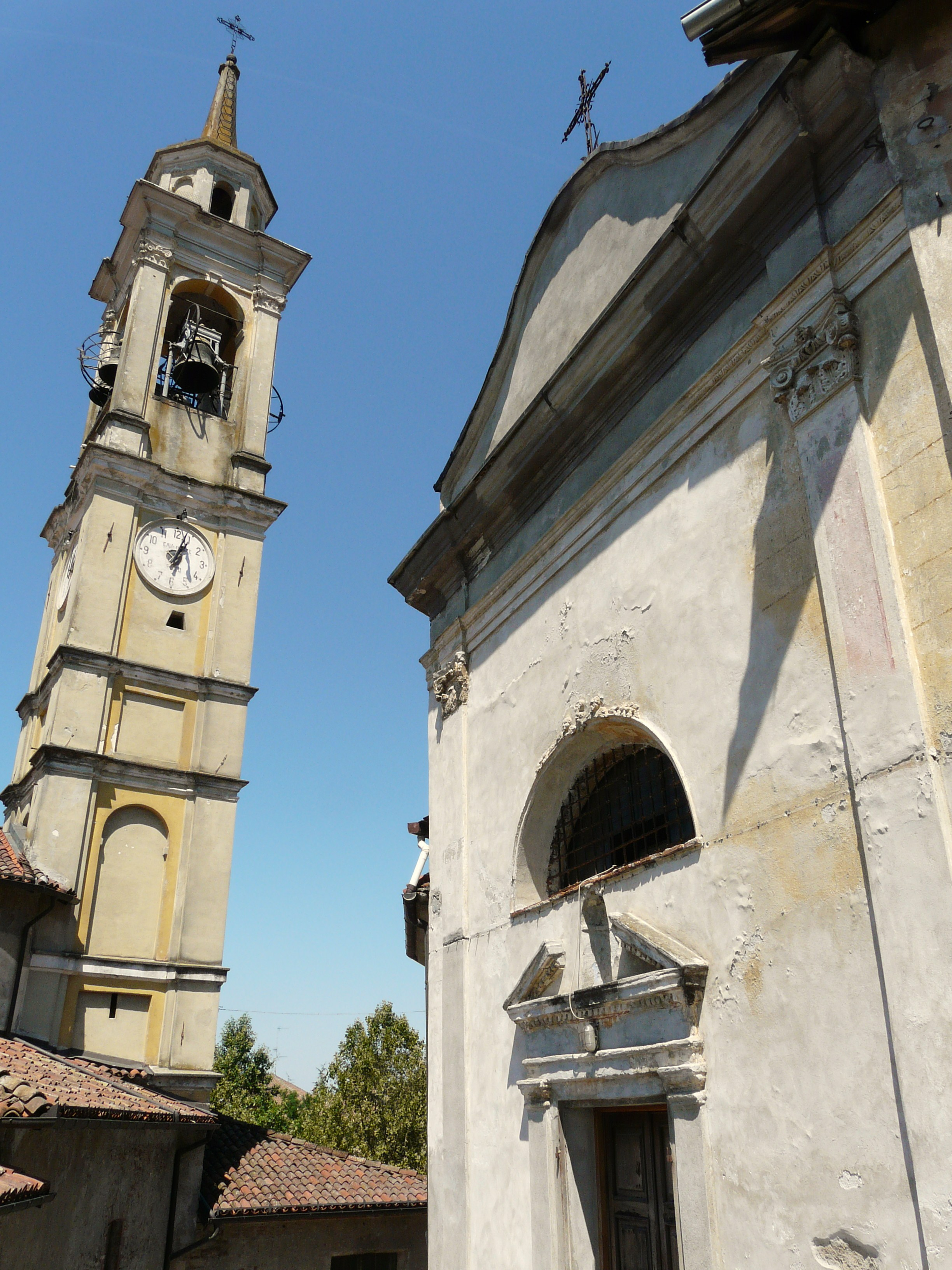
Oratori